# Castillo de Pontchartrain
El castillo de Pontchartrain (en francés, Château de Pontchartrain) se encuentra principalmente en el municipio de Jouars-Pontchartrain dentro del departamento de Yvelines (Francia). En el extremo occidental del dominio hay un lago ornamental y una sección de tierra situada en la comuna de Le Tremblay-sur-Mauldre. El edificio está compuesto en su mayor parte por dos alas construidas a mediados del siglo XVII, por orden del propietario Luis I Phélypeaux, que fue Canciller de Francia. Le da su nombre al lago Pontchartrain en Luisiana, al histórico Hotel Pontchartrain en Nueva Orleans, alFort Pontchartrain du Détroit en Míchigan y al Hotel Pontchartrain de Detroit. El edificio principal incluye una galería, fechada entre 1598 y 1609, que comunica las dos alas. Las adiciones posteriores incluyen un pabellón de finales del siglo XIX.

## Localización
El castillo está inmediatamente al sur de la zona residencial de densidad relativamente baja en el norte de la comuna que forma el pueblo mismo y al oeste de la carretera D15, la Rue Saint-Anne. La carretera N12 está al sur de los terrenos, el pueblo más cercano es Maurepas, al sureste.

## Historia
La mansión como Pontem Cartonencem se menciona hacia 1325 o 1330. En el siglo XVI esta casa solariega, que podría haber estado en el sitio del ala derecha del castillo, probablemente fue abandonada a los agricultores mientras se construía una nueva casa en el sitio del actual ala izquierda. En 1598 la propiedad fue adquirida por Antoine de Buade de Frontenac.
Antoine de Buade de Frontenac vendió Pontchartrain en 1609 a Paul Phélypeaux, secretario de la reina María de Médicis. En 1613, el hijo de Frontenac, Henri de Buade, se casó con Anne Phélypeaux, hija del hermano de Paul Phélypeaux, Raymond Phélypeaux. Su hijo Louis de Buade de Frontenac iba a ser teniente general de la colonia de Nueva Francia en América del Norte.

### Familia Phélypeaux

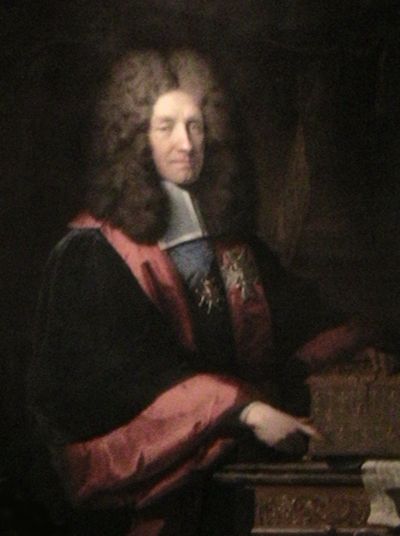
Luis Phélypeaux, conde de Pontchartrain

Paul Phélypeaux fue el consejero del rey en 1610 y el fundador de la rama Pontchartrain de la familia Phélypeaux, que mantuvo el castillo hasta 1802 bajo una venta supervisada de la Revolución Francesa. Su hijo Louis I Phélypeaux hizo construir el edificio principal entre 1633 y 1662, cuya atribución a François Mansart es infundada.
Jean Phélypeaux (1646-1711), intendente de París de 1690 a 1709, consejero de Estado, era cliente del ebanista André-Charles Boulle.
Louis II Phélypeaux de Pontchartrain, hermano de Jean, fue controlador de finanzas en 1689 y canciller en 1699. Saint-Simon describió al canciller Pontchartrain como un "hombre muy pequeño y delgado, que emitía constantemente chispas de fuego y espíritu". Asumió el nombre de la propiedad, donde asignó a los hermanos François Romain y André Le Nôtre para levantar el castillo y en 1693 para diseñar un magnífico parque. Después de la muerte de su esposa, quedó desconsolado y renunció a todos sus cargos, que los contemporáneos pensaban que nunca había visto según su amigo Saint Simon. Se retiró a Ponchartrain, donde murió.
Su único hijo, Jérôme Phélypeaux, fue secretario de Estado de la Marina, y en 1699 se le dio su nombre a un lago canadiense. También fue secretario de Estado de la Casa del Rey, "que se deleitaba en prestar malos servicios y que divertía al rey con los chismes de París", según Saint-Simon, que lo odiaba pero que sin embargo en 1713 asistió a su nuevo matrimonio en el castillo. Después de la muerte de Luis XIV, continuó asistiendo al Concilio para "apagar las velas" antes de que Saint-Simon consiguiera que el regente lo exiliara en Ponchartrain, donde en 1738 transformó el edificio principal detrás del patio.
Cuando Jérôme Phélypeaux murió, la propiedad pasó a su hijo Jean Frédéric Phélypeaux, conde de Maurepas. A los 22 años, Maurepas asumió el cargo de secretario de Estado que había ocupado su padre, como confidente de Luis XV. Fue el protector de las hermanas de (Mailly) Nesles, sus padres, sucesivos favoritos del rey.
Fue deshonrado en 1749 por una canción que se burlaba de Madame de Pompadour, luego recordado en 1774 por Luis XVI, quien lo nombró Primer Ministro. En 1781 murió sin hijos a la edad de 80 años, y Pontchartrain pasó a su sobrina Adélaide Diane Hortense Délie Mazarini-Mancini, hija del duque de Nevers. En 1760 se casó con el duque Louis-Hercule Timoléon de Cossé-Brissac, comandante de la guardia constitucional de Luis XVI. Lo mataron el 9 de septiembre de 1792 en Versalles y su cabeza fue arrojada desde la calle a la casa de Madame du Barry. La herencia fue inmediatamente sujeta a una administración judicial efectiva, con fondos limitados disponibles para su heredera, la duquesa desennoblecida.

### Destillières y D'Osmonds

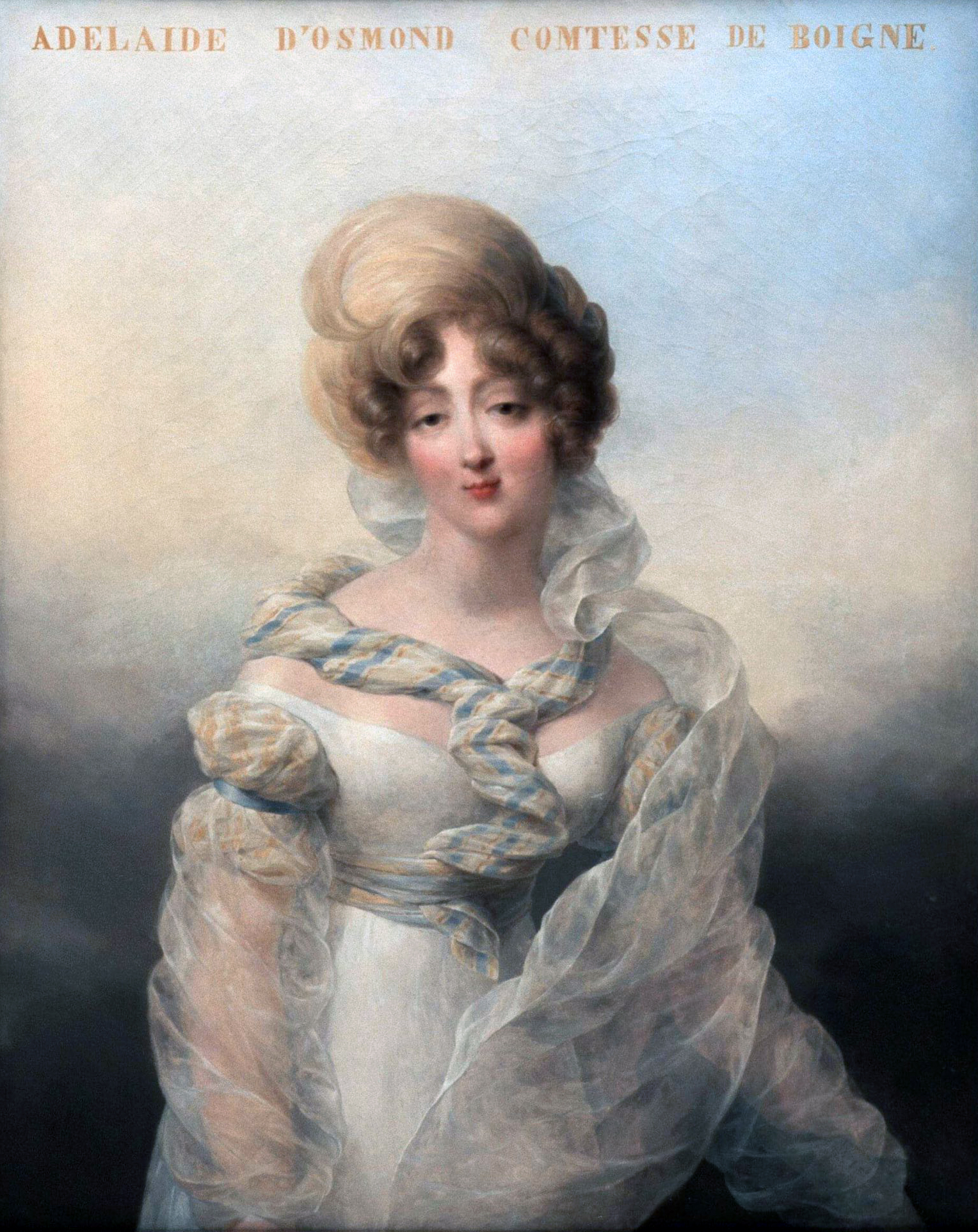
Adèle d'Osmond, condesa de Boigne

En 1801, la duquesa de Brissac desnobleció por los términos estatales de administración judicial de propiedades aristocráticas vendidas en el Pontchartrain de valor reducido y permitido al industrial y especulador Claude Caroillon Destillières, un líder del sindicato de hombres de negocios "Black Band" enriquecido por la Directorio que se especializó en la compra y liquidación de los grandes latifundios aristocráticos. Hizo transformar los jardines del estilo francés al de un parque inglés por el elegante paisajista Louis-Martin Berthault, quien más tarde fue empleado en la década de 1820 por James Mayer de Rothschild para organizar las primeras recepciones que dio en su hotel de París. Cuando Destillières murió en 1814, su enorme fortuna y tierras pasaron a su hija, Aimée Caroillon des Tillières.
En 1817, Aimée se casó con el conde desennoblecido y luego reennoblecido marqués (1838) Rainulphe Eustache d'Osmond, ayudante del duque de Angulema, cuya hermana mayor Adèle d'Osmond, condesa de Boigne, habló de la biblioteca de Ponchartrain en sus memorias.
El pintor Jean-Baptiste Isabey, que enseñó dibujo a Aimée d'Osmond y era su amigo, tenía su habitación en el castillo, donde en 1815 realizó vistas del interior.

### Von Donnersmarck

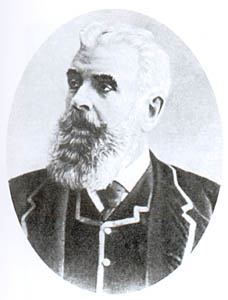
Guido Henckel von Donnersmarck

En 1857, el hijo de d'Osmond vendió la finca al conde Guido Henckel von Donnersmarck para su amante Esther o Thérèse Lachmann, llamada La Païva después de su matrimonio en 1851 con el rico marqués Aranjo de Paiva, primo del ministro de Portugal en París. Este rico aristócrata prusiano joven, primo de Bismarck, hizo restaurar la casa por el arquitecto Pierre Manguin. Su ama lo hizo redecorar y renovar el parque donde creó vistas y plantó especies raras. Los campesinos locales se escandalizaron al verla galopando por el parque vestida de hombre. Paul Lacroix dijo que había dos grandes cuadros en el castillo que representan la persecución y la llegada de Luis XIV, en los que aparece Madame de Montespan.
El marqués de Paiva se suicidó y en 1871 su viuda se casó con el conde von Donnersmarck, que había regresado a Pontchartrain, donde reemplazó a los sirvientes por personal alemán. La ocupación prusiana en 1870 dejó intacta Pontchartrain, propiedad del conde, ahora gobernador de Alsacia-Lorena. Tal vez sospechosa de espionaje, La Païva salió de Francia en 1877 hacia Neudeck (ahora Świerklaniec) en Silesia, donde hizo que Lefuel le construyera el palacio donde murió en 1884. La colección del castillo se vendió en una subasta pública en Drouot el 9 de febrero de 1884. En 1888, el conde, indeseado en Francia, vendió el castillo con su bosque de 1200 hectáreas (2965,3 acre).

### Dreyfus
El castillo fue comprado por el financiero, industrial y coleccionista Auguste Dreyfus (1827-1897) y / o su esposa Luisa González de Andia Orbegoso (1847-1924), marquesa de Villahermosa, con quien Dreyfus se había casado en Lima en 1873. El muy mundano Louis-Gabriel Pringué, uno de sus familiares, asigna a esta nieta de uno de los primeros presidentes del Perú un papel diplomático secreto oculto antes de la votación de la Ley de Congregaciones (8 de julio de 1904), diciendo que intentó trabajar por un acuerdo entre los franceses y el papa León XIII. Pringué describe la vida cuasi-real en Ponchartrain, que recuerda a la corte de Madrid. Luisa González de Andia Orbegoso Marchionness de Villahermosa era rica de las minas de esmeraldas en Perú y Chile, y de las islas cubiertas de guano, de las que tenía el monopolio. Por la mañana hablaba de negocios en su gran tocador, con carpintería del siglo XVIII, decorado con obras de Velásquez, Goya y Rubens. Siempre vestía de negro, como un retrato de Velásquez, con cinco hileras de grandes perlas blancas durante el día reemplazadas por tres ríos de diamantes por la noche.
Aparecía en el vestíbulo alrededor del mediodía, con un gran sombrero de tul negro, y entraba en una gran victoria tirada por grandes caballos negros, con cochero y lacayo de uniforme completo, para ver su jardín. Trotaba entre los macizos de flores regulares y fragantes, examinando las frutas, flores y verduras que los jardineros presentaban en platos de plata. Por la tarde salía a hacer largos viajes por el campo, siempre a caballo, sólo en automóvil para ir a Dreux o París. Había una sensación de vivir en la época de Luis XIV. Todos los domingos, un Padre Blanco venía de París para celebrar la Misa al mediodía en la capilla. La marquesa y sus dos hijas, cubiertas con mantillas españolas, tendrían lugar en su palco forrado de terciopelo rojo...
Auguste Dreyfus era el único concesionario del Estado peruano para la operación y venta de guano contra el servicio de la deuda del país. Aunque se convirtió al catolicismo en 1862, fue blanco de los antisemitas franceses, y a uno de sus dos hijos se le negó la nacionalidad francesa. Fue cercano a los republicanos Jules Grévy, quien fue uno de sus primeros defensores (empleó a 54 abogados en tres juicios), y a Pierre Waldeck-Rousseau, a quien nombró albacea en 1890. Reunió una importante colección de arte en su mansión en el número 5 de la avenida Ruysdael en París, la colección Dreyfus-González se vendió en una subasta pública en 1896, donde vivió su viuda hasta 1924. Hizo transformar y ampliar el castillo por el arquitecto Émile Boeswillwald y recreó el jardín francés creado a finales del siglo XVII.

### Historia reciente
En 1932, los herederos de Drefus vendieron la propiedad a la familia Lagasse, que en 1940 hizo perforar el pabellón central con un arco que conducía a amplios escalones que conectaban el patio con los jardines. Hacia 1970, la integridad se vio amenazada por un proyecto de desvío de tráfico de la RN 12 que traía 20 000 vehículos por día a través del pueblo, y por un proyecto de desarrollo para construir 1000 unidades de vivienda en la llanura y el parque. El daño potencial fue objeto de una transmisión televisiva en febrero de 1975. El castillo ahora es propiedad de una empresa privada.

## Arquitectura

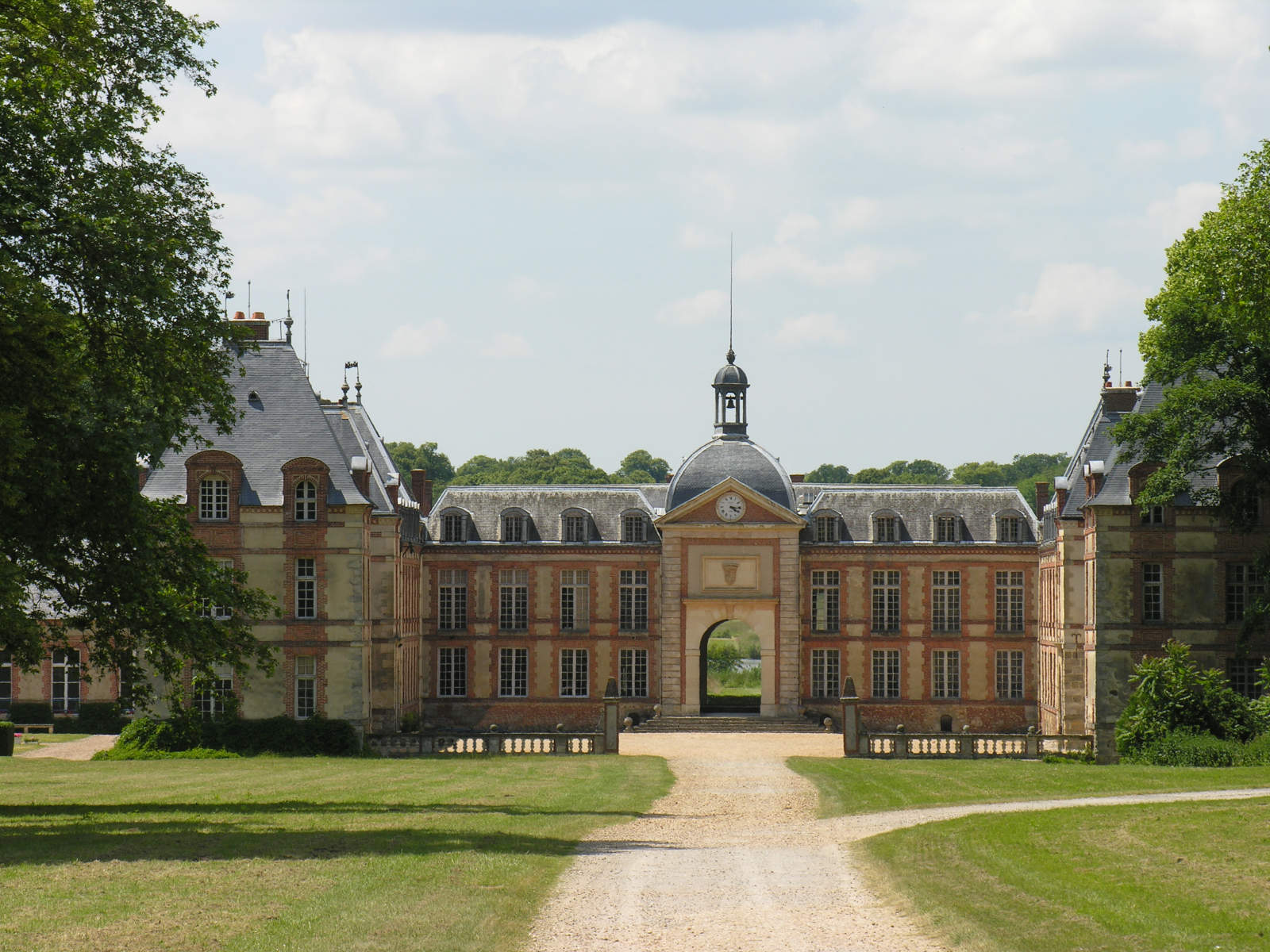
Entrada principal

Las dos grandes alas del castillo se construyeron a mediados del siglo XVII siguiendo el tradicional plan francés en forma de U, con un edificio central detrás del patio, que estaba cerrado con dos alas y rodeado por un foso. El edificio principal incluye una galería, probablemente construida entre 1598 y 1609, que comunica las dos alas, una disposición inusual, donde el cuerpo central sirve de enlace, que recuerda al Castillo de Écouen, y es probablemente el resultado de etapas sucesivas. de construcción. Este cuerpo central fue reconstruido en 1738 y remodelado a fines del siglo XIX por Boeswillwald, quien ha duplicado la profundidad del lado del jardín. El pabellón axial fue perforado en 1940 por un pasaje abovedado, algo anacrónico.
Las alas están compuestas por tres pabellones conectados por un cuerpo alargado. Están construidos con ladrillo y piedra, y el ladrillo se utiliza como material siguiendo un enfoque que también se encuentra en el Castillo de Grosbois y el Castillo de los Mesnuls. Es posible que los departamentos principales estuvieran en el ala izquierda y los sirvientes o comunes en el ala derecha. Frente al pabellón central del ala derecha, un puente cruzaba la brecha para proporcionar acceso al patio trasero. Los establos y las dependencias importantes fueron construidos a principios del siglo XVIII, probablemente por el hermano Romain. La capilla estaba en el ala izquierda, accesible por una galería en la planta baja en la alineación del edificio principal. En 1703 fue reemplazada por una sala octogonal, probablemente del hermano Romain, pero los Dreyfus utilizaron otra capilla según Pringué. La galería que conduce a la capilla data de 1653. Este arreglo de galería-salón fue repetido simétricamente en el ala derecha por Boeswillwald. El edificio y sus dependencias fueron incluidos en el Inventario de Monumentos Históricos por orden de 14 de diciembre de 1979.